# Pseudinca schoutedeni
Pseudinca schoutedeni är en skalbaggsart som beskrevs av Valck Lucassen 1933. Pseudinca schoutedeni ingår i släktet Pseudinca och familjen Cetoniidae. Inga underarter finns listade i Catalogue of Life.